# Номинальное давление

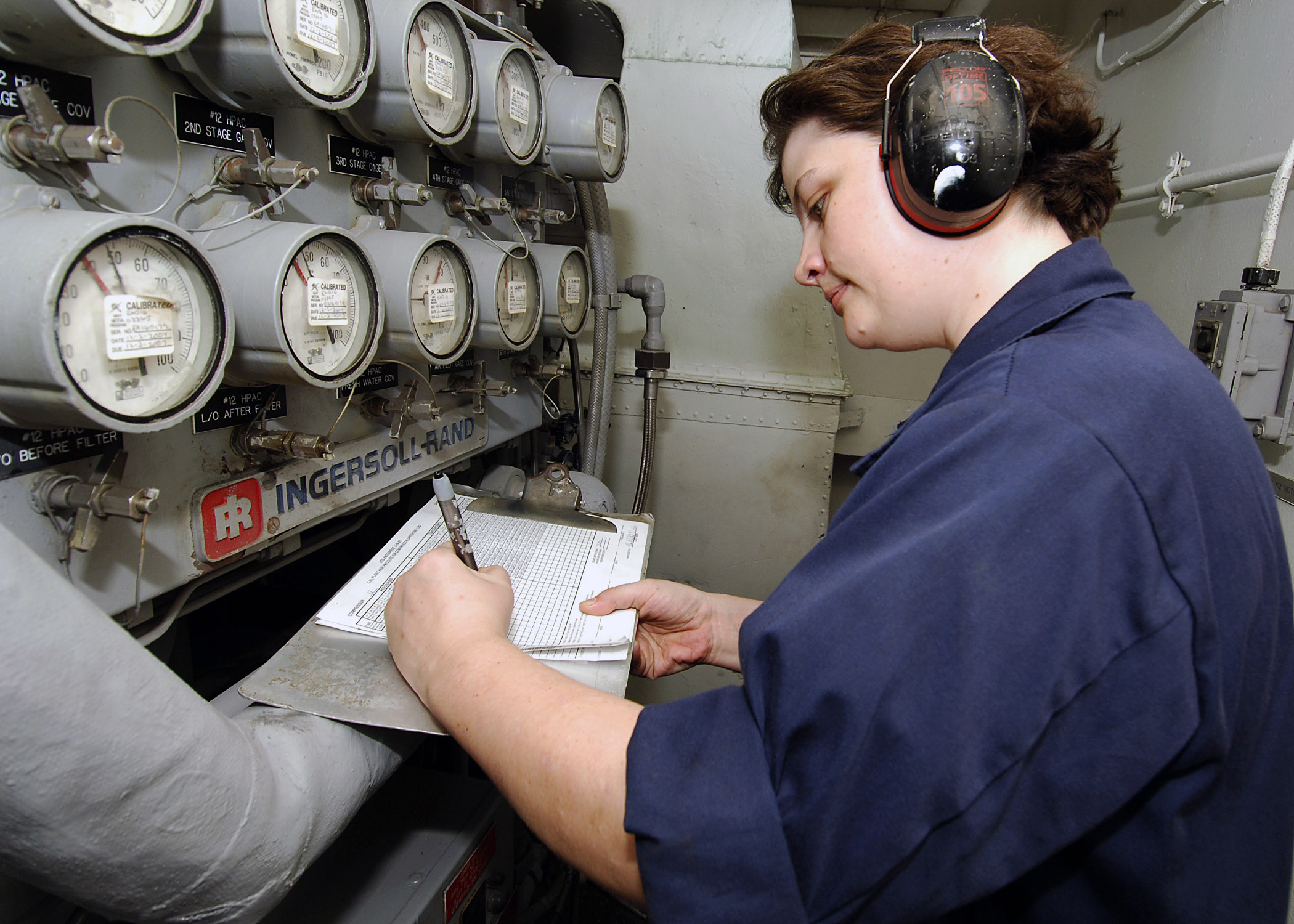
За соблюдением соответствия давления номинальному тщательно следят, как это делают на американском авианосце USS Энтерпрайз.

Номинальное давление — номинальное значение технического параметра различного оборудования, насосов, теплообменников, сосудов, работающих под давлением, трубопроводов, арматуры и пр.
Любое изделие имеет конкретные размеры, обоснованные расчётами на прочность. Расчёты учитывают выбранные для изготовления материалы с характеристиками их прочности при 20 °C рабочей среды, что обеспечивает заданный срок службы оборудования при определенном рабочем давлении среды. Это давление называется номинальным (условным) давлением.
Для многих технических устройств этот параметр является важнейшим в связи с тем, что им определяются прочностные характеристики оборудования, возможность его сопряжения с соединительными частями различных трубопроводов, возможность стандартизации требований к условиям испытаний на прочность и плотность материалов и соединений.

## Стандарты и правила
Определения этого параметра, а также конкретные его значения устанавливают различные государственные правила и стандарты, утверждённые в той или иной стране. В России он также известен в технической документации, литературе, каталогах как условное давление, что объясняется тем, что этот термин был переименован в 1986 году в связи с выходом новых ГОСТов для приведения обозначения к международным стандартам. Первоначально новые стандарты оставляли в силе обозначение Py в качестве альтернативы новому обозначению PN (используется также обозначение Рном), эти обозначения применялись для маркировки технических изделий. Однако, с 1 января 2011 года данная альтернатива в стандартах в части применения устаревшего обозначения (Py) была исключена. Таким образом, единственно верным обозначением для номинального давления в настоящее время является PN.

### Примеры установленных стандартов и правил
Номинальное давление (в гидроприводе, пневмоприводе и смазочных системах) — наибольшее избыточное давление, при котором устройство должно работать в течение установленного ресурса (срока службы) с сохранением параметров в пределах установленных норм.
Номинальное давление (в системах водоснабжения и канализации) — это постоянное внутреннее избыточное давление воды, которое трубы и соединительные детали могут выдерживать в течение всего срока эксплуатации (50 лет) при температуре воды 20 °C.
Понятие номинальное давление применяется согласно ГОСТ 26349-84 для арматуры и соединительных частей трубопроводов, таких как фланцы, отводы, тройники и др., этим же стандартом установлены конкретные значения применяемых в этой области номинальных (условных) давлений.
Ряд номинальных давлений в гидроприводе, пневмоприводе и смазочных системах устанавливается ГОСТ 12445-80.
В «Правилах устройства и безопасной эксплуатации сосудов, работающих под давлением (ПБ 03-576-03)»  определены термины:
- Давление пробное — давление, при котором производится испытание сосуда.
- Давление рабочее — максимальное внутреннее избыточное или наружное давление, возникающее при нормальном протекании рабочего процесса.
- Давление расчётное — давление, на которое производится расчёт на прочность.
- Давление условное — расчётное давление при температуре 20 °C, используемое при расчёте на прочность стандартных сосудов (узлов, деталей, арматуры).

## Ряд номинальных давлений
При проектировании гидропривода номинальное давление в гидросистеме назначают в соответствии с нормальным рядом давлений по ГОСТ 6540-68 (МПа): 0,63; 1,00; 1,60; 2,50; 6,30; 10,00; 16,00; 20,00; 25,00; 32,00; 40,00; 50,00; 63,00. Если значения выходят за пределы указанных рядов, то по ГОСТ 12445-80 (МПа): 0,10; 0,16; 0,25; 0,40; 0,63; 1,00; 1,60; 2,50; 4,00; 6,30; 10,00; 12,50; 16,00; 20,00; 25,00; 32,00; 40,00; 50,00; 63,00; 80,00; 100,00; 125,00; 160,00; 200,00; 250,00.
Для трубопроводной арматуры (краны шаровые, задвижки клиновые и шиберные) и деталей трубопровода (тройники, муфты, переходы, колена, отводы и т.д.) назначают в соответствии с  нормальным рядом давлений по ГОСТ 356-80 (МПа): 0,10; 0,16; 0,25; 0,40; 0,63; 1,00; 1,60; 2,50; 4,00; 6,30; 10,00; 12,50; 16,00; 20,00; 25,00; 32,00; 40,00; 50,00; 63,00; 80,00; 100,00; 160,00; 250,00.